# Вознесенский сельсовет (Берёзовский район)
Вознесенский сельсовет - сельское поселение в Берёзовском районе Красноярского края.
Административный центр - село Вознесенка.

## Население
| 2010  | 2012  | 2013  | 2014  | 2015  | 2016  | 2017  |
| ----- | ----- | ----- | ----- | ----- | ----- | ----- |
| 1510  | ↗1523 | ↗1588 | ↗1638 | ↘1621 | ↗1679 | ↘1672 |
| 2018  | 2019  | 2020  | 2021  |       |       |       |
| ↗1692 | ↗1724 | ↗1756 | ↗1770 |       |       |       |

## Состав сельского поселения
| № | Населённый пункт | Тип населённого пункта       | Население |
| - | ---------------- | ---------------------------- | --------- |
| 1 | Вознесенка       | село, административный центр | ↗1236     |
| 2 | Красная Сибирь   | деревня                      | 23        |
| 3 | Лопатино         | деревня                      | ↘221      |
| 4 | Малая Кускунка   | деревня                      | ↘30       |

## Местное самоуправление
Вознесенский сельский Совет депутатов
Дата избрания: 14.03.2010. Срок полномочий: 5 лет. Количество депутатов: 10
Глава муниципального образования
- Матанин Владимир Павлович. Дата избрания: 14.03.2010. Срок полномочий: 5 лет